# Södermanlands runinskrifter 350
Runinskrift Sö 350 är en runsten i Ytterjärna socken och Södertälje kommun i Södermanland. Sten står på en kulle strax nordväst om huvudbyggnaden för godset Brandalsund.

## Ristningen
Translitterering av runraden:
ulfʀ : auk : igul : raistu : stain : þensa : at ur[i : fa]þur sin : kuþan : kuþ : hialb[i ·] --- hn...
Normalisering till runsvenska:
Ulfʀ ok Igull ræistu stæin þennsa at Orra(?), faður sinn goðan. Guð hialpi [and] han[s].
Översättning till nusvenska:
Ulv och Igul reste denna sten efter Orre, sin gode fader. Gud hjälpe hans ande!

## Beskrivning
Runstenen är av granit. Den är 1,95 meter hög, 1,2 meter bred och 0,2-0,3 meter tjock. Stenen är avsmalnande upptill. Runhöjden är 7 cm. Linjerna i ristningen är smala, men jämnt och skickligt huggna. Ristningen är på det hela taget väl bevarad, utom upptill på höger sidan, där några runor är borta. Också nedtill på höger sida, där ett större stycke av ytan är svårt skadat.
Stenen är hitflyttad från Berga-Valsta. Valsta är en liten gård, som numera ingår i egendomen Brandalsund. Gårdstomten låg väster om landsvägen Södertälje - Nyköping, vid den därifrån utgående sidovägen till Gerstaberg. Stenen blev flyttad till parken vid Brandalsund, där den nu står rest på en liten höjd väster om manbyggnaden.
Sö 350 är troligen utförd av samme ristare som två runstenar i Överjärna socken, Sö 351 och Sö 352.

## Fler bilder

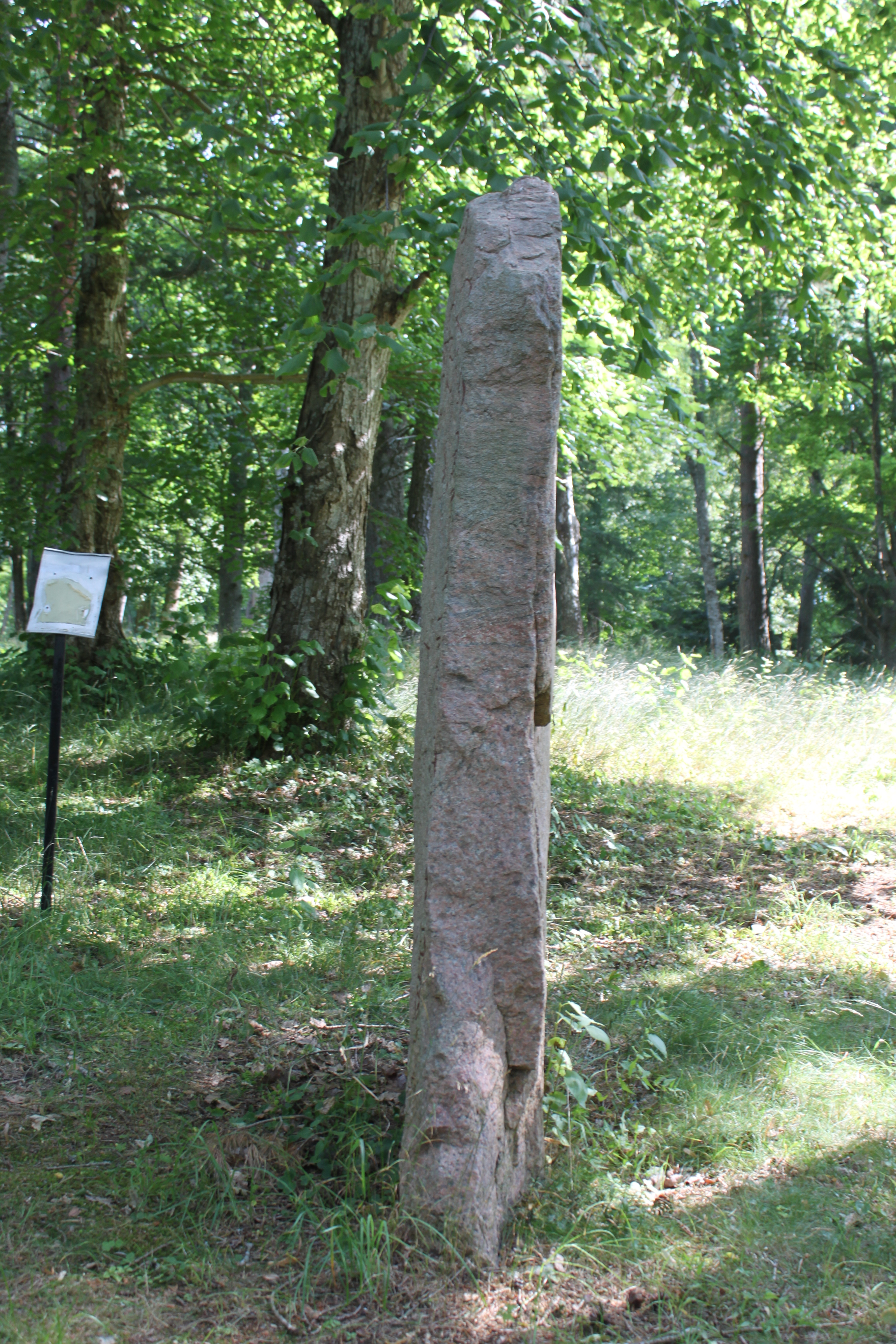
Sidan av Sö 350.
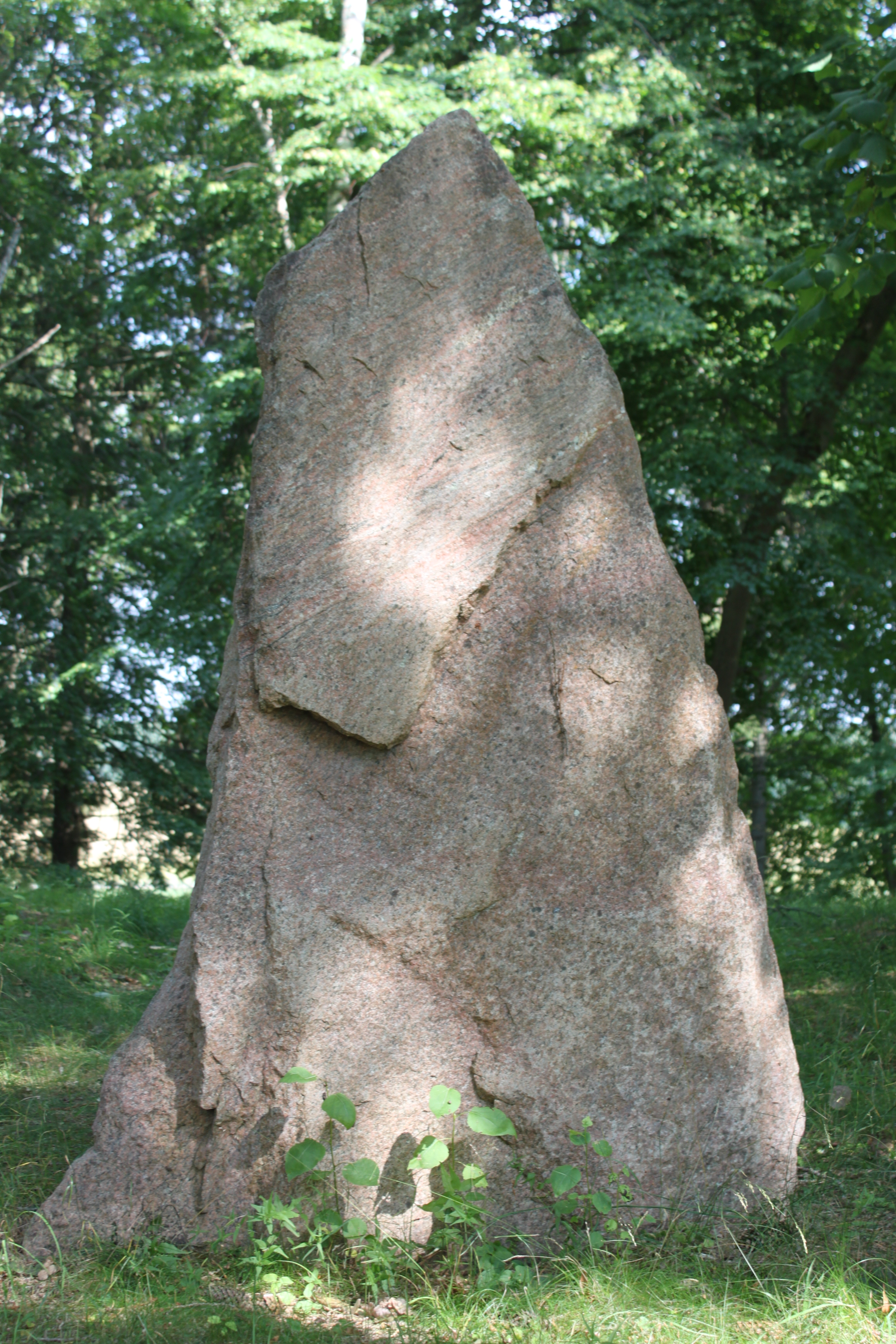
Baksidan av Sö 350.
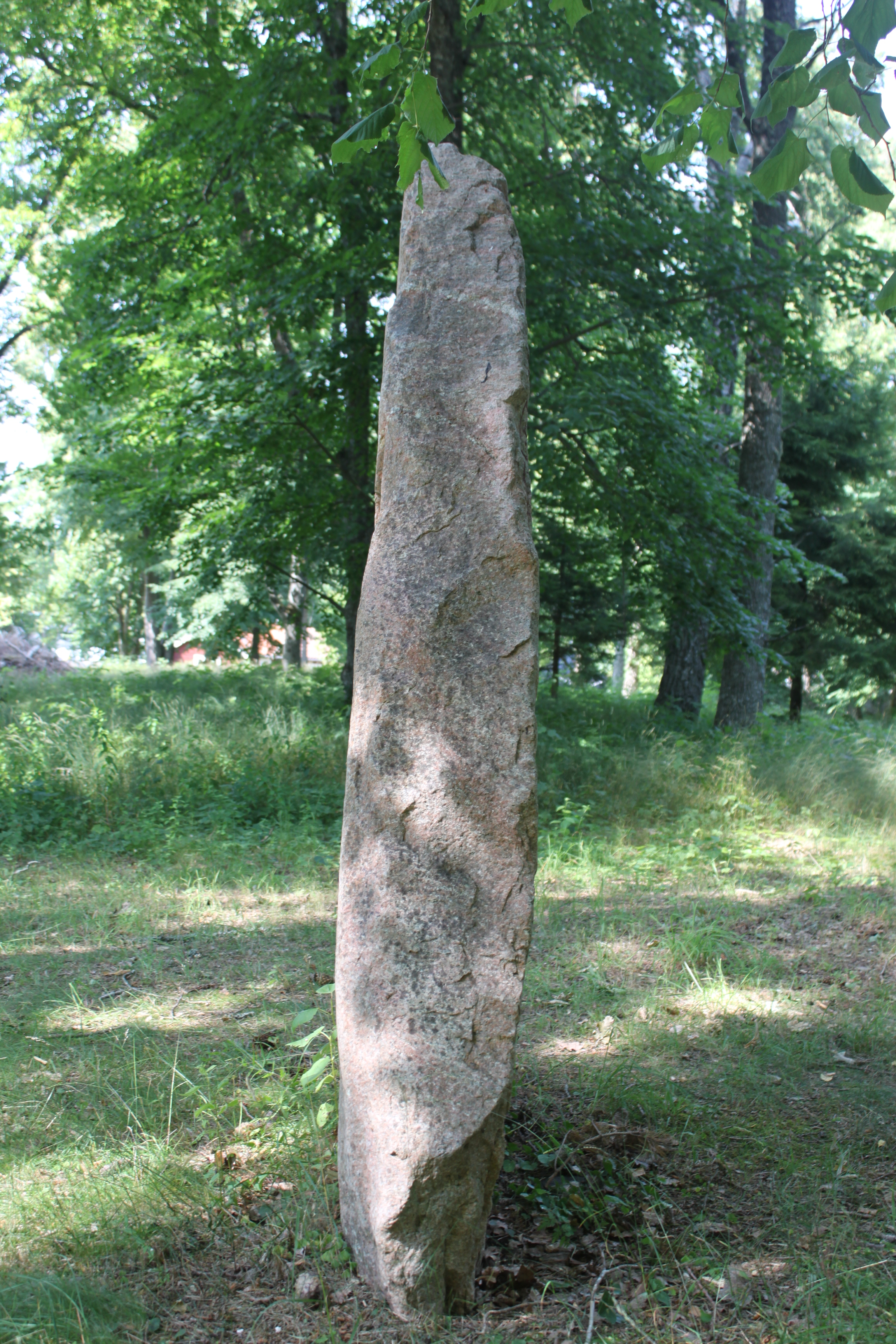
Andra sidan av Sö 350.